# Friedrich Dittes
Friedrich Dittes (Lengenfeld, 23 settembre 1829 – Pressbaum, 15 maggio 1896) è stato un educatore e pedagogista austriaco-tedesco.

## Biografia
Studiò vari argomenti presso l'Università di Lipsia e nel 1860 diventò sottorettore presso una scuola secondaria a Chemnitz. Nel 1865 fu nominato direttore del collegio di Gotha, poi tre anni dopo si trasferì a Vienna come direttore del Pedagogio (un centro di formazione per insegnanti).
Era un discepolo del filosofo Friedrich Eduard Beneke, soprattutto per quanto riguarda l'approccio empirico nella psicologia e nell'etica. Fu influenzato anche dalle opere dell'educatore Johann Heinrich Pestalozzi e dagli insegnamenti contemporanei di Adolph Diesterweg. Come educatore, Dittes credeva che un sistema scolastico dovesse essere essenzialmente privo di pressioni esterne.
Dal 1868 al 1896 fu direttore della rivista Paedagogium: Monatsschrift für Erziehung und Unterricht. La via "Dittesgasse" a Währing (18 ° distretto di Vienna) è nominata in suo onore.

## Opere principali
- Das menschliche Bewusstsein, wie es psychologisch zu erklären und pädagogisch Auszubilden (1853).
- Das Aesthetische nach seinem eigenthümlichen Grundwesen und seiner pädagogischen Bedeutung dargestellt (1854).
- Über die sittliche Freiheit, mit besonderer Berücksichtigung der Systeme von Spinoza, Leibnitz, Kant. Nebst einer Abhandlung über den Eudämonismus (1860).
- Lehrbuch der Psychologie (1873).
- Praktische Logik. Besonders für Lehrer (3ª edizione 1873).
- Lehrbuch der praktischen logik (6ª edizione, 1876).
- Geschichte der Erziehung und des Unterrichtes (9ª edizione, 1890).
- Schule der pädagogik. Gesammtausgabe der psychologie und logik, erziehungs- und unterrichtslehre, methodik der volksschule, geschichte der erziehung und des unterrichtes (4ª edizione, 1891).[4]